# Сподња Капла
Сподња Капла (словен. Spodnja Kapla) је насељено место у општини Подвелка, Корушка регија, Словенија.

## Историја
До територијалне реорганизације у Словенији била је у саставу старе општине Радље об Драви.

## Становништво
У попису становништва из 2011. године, Сподња Капла је имала 365 становника.
| Број становника према пописима | Број становника према пописима | Број становника према пописима |
| ------------------------------ | ------------------------------ | ------------------------------ |
| 1991                           | 2002                           | 2011                           |
| 406                            | 380                            | 365                            |